# Tom Newman
Tom Newman (ur. 1894, zm. 1943) – bilardzista i snookerzysta angielski.
Dominował w zawodowym bilardzie lat 20., nieprzerwanie w latach 1921–1930 grał w finałach mistrzostw świata, wygrywając edycje w 1921, 1922, 1924, 1925, 1926 i 1927. Czterokrotnie przegrywał decydujące pojedynki.
W 1934 doszedł ponadto do finału zawodowych mistrzostw świata w snookerze, uległ Joe Davisowi 23:25.